# Adenomera diptyx
Adenomera diptyx é uma espécie de anfíbio da família Leptodactylidae. Pode ser encontrada na Bolívia, Brasil, Paraguai e Argentina.